# Дурнєво (Ульяновський район)
Дурнєво (рос. Дурнево) — присілок в Ульяновському районі Калузької області Російської Федерації.
Населення становить 80 осіб. Входить до складу муніципального утворення Село Ульяново.

## Історія
Від 2004 року входить до складу муніципального утворення Село Ульяново

## Населення
| 2002 | 2010 |
| ---- | ---- |
| 103  | ↘80  |